# Rejon wysokopilski
Rejon wysokopilski – jednostka administracyjna Ukrainy, w składzie obwodu chersońskiego.